# Wei Yili
Wei Yili (chiń. upr. 魏轶力; chiń. trad. 魏軼力; pinyin Wèi Yìlì; ur. 24 czerwca 1982 w Yichang, Chiny) – chińska badmintonistka, specjalizująca się w grze podwójnej. Brązowa medalistka olimpijska z Igrzysk w Pekinie w grze podwójnej kobiet razem z Zhang Yawen.